# سرفيل مخطط خشن
سرفيل مخطط خشن (الاسم العلمي:Grammosciadium scabridum) هو نوع من النباتات يتبع جنس السرفيل المخطط من الفصيلة الخيمية.